# Vallata Trevigiana
La Vallata Trevigiana (detta semplicemente Vallata o anche Valsana) è una valle della provincia di Treviso.

## Geografia fisica
Si sviluppa da Vittorio Veneto a Miane, rappresentando una continuazione della val Lapisina verso ovest. Separa nettamente le Prealpi Bellunesi (a nord) dalle Colline del Prosecco di Conegliano e Valdobbiadene (a sud). In alcuni punti è di ampiezza notevole, superando il chilometro nel suo tratto centrale, con il fondovalle sostanzialmente pianeggiante.
Si è formata lungo la linea di debolezza dovuta al sovrascorrimento Valdobbiadene-Vittorio Veneto, per erosione di rocce calcareo-marnose (risalenti al cretaceo) e flyschioidi-argillose (dell'eocene). Durante l'ultimo massimo glaciale (e, probabilmente, anche durante le precedenti glaciazioni), fu occupata e modellata da una ramificazione del ghiacciaio del Piave che, forse, si congiungeva al ramo principale della Valbelluna attraverso una transfluenza di quest'ultimo che scendeva dal passo San Boldo.
Per quanto riguarda l'idrografia, all'estremità orientale della Vallata si trovano i due laghi di Revine Lago, da cui esce il principale corso d'acqua della zona, il Soligo; a questo si aggiungono vari affluenti che scendono dalla destra orografica. Giunto presso l'abbazia di Follina, il Soligo drena le acque di una risorgiva carsica e forma un caratteristico gomito deviando bruscamente verso sud. La valle termina a ponente di questo punto, tra Miane e Valdobbiadene, dove le colline subalpine si congiungono alla dorsale prealpina.

## Storia
In passato costituì la contea di Valmareno: definita forse già in epoca longobarda, fu poi amministrata dai vescovi di Ceneda, che la concessero a Sofia di Colfosco. Passata in eredità ai Caminesi, con l'arrivo della Serenissima fu assegnata ai condottieri Erasmo da Narni (meglio noto come Gattamelata) e a Brandolino Conte Brandolini. Dal 1439 alla fine della Repubblica fu controllata dai soli Brandolini. Sede dei conti era il castello di Cison, collocato su uno sperone roccioso tra Valmareno e Cison stessa.